# Platja España
La platja de España és un petit sorral de sorra fina, grava i cants del centre del litoral asturià a Espanya, pertanyent al concejo de Villaviciosa i emmarcada en una zona de prats i grans penya-segats en els quals es troben restes fòssils.
La vegetació autòctona (roures, grèvols, hagis, castanyers, etc.) ha estat totalment absorbida pels boscos d'eucaliptus. Rep un potent onatge, gràcies al qual durant tot l'any és una de les zones preferides per nombrosos joves surfistes per practicar el seu esport favorit. En els seus voltants hi ha un càmping que atreu nombrosos estiuejants. Mesura uns 175 metres i en ella desemboca el riu del mateix nom. És accessible amb cotxe i disposa de serveis de socorrisme. Està catalogada com a LIC i forma part de la Costa oriental d'Astúries.
El seu nom prové del verb asturià españar, que significa explotar, i fa referència al soroll que fan les ones en trencar contra les roques, fenomen molt habitual en aquesta platja a causa de la presència de cingles rocosos.

## Serveis[2][3]
- Equip de Salvament.
- Dutxes
- Telèfon
- Papereres
- Servei de neteja